# Polyphida monticola
Polyphida monticola là một loài bọ cánh cứng trong họ Cerambycidae.